# Orinocosa celerierae
Orinocosa celerierae là một loài nhện trong họ Lycosidae.
Loài này thuộc chi Orinocosa. Orinocosa celerierae được Cornic miêu tả năm 1976.